# Agrotis annexa
Agrotis annexa är en fjärilsart som beskrevs av Treitschke 1825. Agrotis annexa ingår i släktet Agrotis och familjen nattflyn. Inga underarter finns listade i Catalogue of Life.